# Городенко, Георгий Борисович
Гео́ргий Бори́сович Городе́нко (7 мая 1936, Одесса — 18 января 2020, Одесса) — советский футболист. Мастер спорта СССР (1961).

## Биография
Георгий Городенко родился 7 мая 1936 года в Одессе на Пересыпи, где в 1951 году и сделал свои первые футбольные шаги, будучи учеником 30-й школы на Ярмарочной площади, соседствовавшей со стадионом завода имени Октябрьской революции. На выбор амплуа Городенко повлиял фильм «Вратарь», снятый по роману Льва Кассиля.
В 1954 году Городенко оказался в команде Футбольной школы молодёжи, в составе которой был вместе с Юрием Заболотным, Василием Москаленко, Владимиром Щегольковым, Константином Фурсом и Владимиром Елисеевым. В том же году был приглашён в «Металлург», в котором и начал свою профессиональную футбольную карьеру.
В августе 1955 года дебютировал в команде мастеров в матче первенства СССР класса Б, все 90 минут против ужгородского «Спартака».
В 1957 году окончил Одесский институт инженеров морского флота.
В сезоне 1961 года завоевал вместе с «Черноморцем» первенство класса Б и право поспорить с донецким «Шахтёром» за путёвку в класс А, однако Федерация футбола СССР отменила переходные игры с «горняками».
Исторический выход в элиту советского футбола «морякам» удался лишь спустя три года, когда «Черноморец» выиграл 6 из 6-ти оставшихся матчей. Во всех матчах ворота «моряков» защищал Городенко, пропустивший лишь два ни на что не повлиявших мяча.
В классе А Городенко отыграл за «Черноморец» 18 матчей и пропустил 24 мяча, ещё в 3-х матчах уходил с поля, оставив ворота в неприкосновенности, а из четырёх пенальти, назначенных в его ворота, отразил два, выиграв дуэли у Славы Метревели и Эдуарда Стрельцова.
В 1966 году Городенко отправился в днепропетровский «Днепр», который возглавлял Анатолий Зубрицкий, где спустя три сезона завершил профессиональную игровую карьеру, в ходе которой выступал за сборную СССР класса Б.
После ухода из «Днепра» провёл четыре сезона в татарбунарском «Восстании», которому помог стать самой титулованной командой в одесском областном футболе в эпоху СССР. Играя за татарбунарцев, Городенко дважды выиграл чемпионат и Кубок области, не считая масштабных турниров всесоюзного значения.
В 1970-е годы Городенко сосредоточился на административной работе, будучи избранным в состав сначала исполкома, а затем и президиума областной федерации футбола. В 1983 году в качестве играющего тренера возглавил ветеранскую сборную СССР, с которой объездил Советский Союз и Европу вплоть до распада СССР, параллельно инспектируя матчи чемпионата СССР, а затем и Украины.
Шесть лет (1991—1997) руководил федерацией футбола Одесской области, а до этого периода и после долгие годы[уточнить] занимал должность вице-президента ФФОО.
В 2001 году был включён в список лучших футболистов Одессы XX столетия.
Работал[когда?] старшим преподавателем кафедры физического воспитания Одесского государственного экологического университета.

## Достижения
- В составе одесского «Черноморца» победитель класса Б первенства СССР 1961.
- Двукратный чемпион (1969, 1970) и обладатель Кубка (1969, 1971) Одесской области.